# Ovaticoccus agavium
Ovaticoccus agavium är en insektsart som först beskrevs av Douglas 1888.  Ovaticoccus agavium ingår i släktet Ovaticoccus och familjen filtsköldlöss. Inga underarter finns listade i Catalogue of Life.